# Bakkafjörður
Pour l’article homonyme, voir Bakkafjörður (fjord).
Bakkafjörður est une localité islandaise située au nord de l'île au bord de la Bakkaflói et à l'entrée du fjord qui porte son nom. En 2011, le village comptait 72 habitants.